# Ōkārito River
Der Ōkārito River ist ein 17 km langer Fluss in der Region West Coast auf der Südinsel von Neuseeland.

## Geographie
Der Fluss hat seinen Ursprung am Abfluss des Lake Mapourika, der sich rund 10 km südlich der Siedlung Ōkārito und 8 km südöstlich der Küste zur Tasmansee befindet. Von seinem Ursprungsort verläuft der Fluss am östlichen Rand des nördlichen Teils des Westland National Park und mündet nach 17 Flusskilometer am südlichen Ende der Ōkārito Lagoon in die Lagune. Bei Ebbe kann man den Flussverlauf im Areal der Lagune bis zur Mündung in die Tasmansee optisch verfolgen, bei Flut hingegen nicht. Auf Karten wird die Mündung des Flusses mit dem Abfluss der Lagune in die Tasmansee angegeben.
Seit der Flut vom März 1967 wird der Ōkārito River auch vom oberen Teil des Waitangitāhuna River gespeist, dessen Wasser den Weg über den Lake Wahapo und dessen Abflüsse (Zalas Creek, Kanal zur Stromerzeugung) in den Ōkārito River findet.